# Phorotrophus
Phorotrophus är ett släkte av steklar. Phorotrophus ingår i familjen brokparasitsteklar.

## Dottertaxa tillPhorotrophus, i alfabetisk ordning[1]
- Phorotrophus acarinatus
- Phorotrophus alcides
- Phorotrophus ater
- Phorotrophus basilewskyi
- Phorotrophus bivittatus
- Phorotrophus caffrariae
- Phorotrophus capensis
- Phorotrophus congoensis
- Phorotrophus ealensis
- Phorotrophus elevatus
- Phorotrophus flavus
- Phorotrophus hastatus
- Phorotrophus kaluleus
- Phorotrophus katangensis
- Phorotrophus limpidus
- Phorotrophus maculiceps
- Phorotrophus magnificus
- Phorotrophus malaisei
- Phorotrophus mameti
- Phorotrophus mangbetuorum
- Phorotrophus maynei
- Phorotrophus nigromaculatus
- Phorotrophus perplexus
- Phorotrophus pulcher
- Phorotrophus radialis
- Phorotrophus schoutedeni
- Phorotrophus solitarius
- Phorotrophus stictor
- Phorotrophus thouvenoti
- Phorotrophus tosquineti
- Phorotrophus tricolor
- Phorotrophus trilobus
- Phorotrophus trimaculatus